# Filmfestivalen i Cannes 2017
Filmfestivalen i Cannes 2017 (franska: Festival de Cannes 2017) var den 70:e officiella upplagan av filmfestivalen i Cannes. Den hölls i Cannes, Frankrike, från 17 till 28 maj 2017. Ordförande för tävlingsjuryn var den spanske regissören Pedro Almodóvar. Den officiella festivalaffischen föreställde den italienska skådespelerskan Claudia Cardinale. Guldpalmen gick till den svenska filmen The square i regi av Ruben Östlund.

## Officiella programmet

### Huvudtävlan
| Svensk titel                 | Ursprungstitel                            | Regissör              | Produktionsland                             |
| ---------------------------- | ----------------------------------------- | --------------------- | ------------------------------------------- |
| Utan nåd                     | Aus dem Nichts                            | Fatih Akın            | Tyskland                                    |
|                              | The Meyerowitz stories (new and selected) | Noah Baumbach         | Förenta staterna                            |
|                              | 옥자 Okja                                 | Bong Joon-ho          | Sydkorea, Förenta staterna                  |
| 120 slag i minuten           | 120 battements par minute                 | Robin Campillo        | Frankrike                                   |
| De bedragna                  | The Beguiled                              | Sofia Coppola         | Förenta staterna                            |
|                              | Rodin                                     | Jacques Doillon       | Frankrike, Belgien                          |
|                              | Happy end                                 | Michael Haneke        | Frankrike, Tyskland, Österrike              |
| Wonderstruck                 | Wonderstruck                              | Todd Haynes           | Förenta staterna                            |
|                              | Le Redoutable                             | Michel Hazanavicius   | Frankrike                                   |
|                              | 그 후 Geu-hu                              | Hong Sang-soo         | Sydkorea                                    |
| Mot solnedgången             | 光 Hikari                                 | Naomi Kawase          | Japan, Frankrike                            |
| The killing of a sacred deer | The killing of a sacred deer              | Giorgos Lanthimos     | Irland, Storbritannien, Förenta staterna    |
|                              | Кроткая Krotkaja                          | Sergej Loznitsa       | Ukraina, Frankrike                          |
|                              | Jupiter holdja                            | Kornél Mundruczó      | Ungern                                      |
|                              | L'Amant double                            | François Ozon         | Frankrike                                   |
|                              | You were never really here                | Lynne Ramsay          | Storbritannien, Förenta staterna, Frankrike |
| Good time                    | Good time                                 | Joshua och Ben Safdie | Förenta staterna                            |
| Saknaden                     | Нелюбовь Neljubov                         | Andrej Zvjagintsev    | Ryssland                                    |
| The square                   | The square                                | Ruben Östlund         | Sverige, Danmark, Frankrike                 |

### Un certain regard
| Svensk titel | Ursprungstitel                         | Regissör                     | Produktionsland                                       |
| ------------ | -------------------------------------- | ---------------------------- | ----------------------------------------------------- |
|              | Barbara (öppningsfilm)                 | Mathieu Amalric              | Frankrike                                             |
|              | La novia el desierto                   | Cecilia Atán, Valeria Pivato | Argentina, Chile                                      |
|              | Теснота Tesnota                        | Kantemir Balagov             | Ryssland                                              |
|              | على كف عفريت Aala kaf ifrit            | Kaouther Ben Hania           | Frankrike, Tunisien, Sverige, Norge, Libanon, Schweiz |
|              | L'Atelier                              | Laurent Cantet               | Frankrike                                             |
|              | Fortunata                              | Sergio Castellitto           | Italien                                               |
|              | La hijas de abril                      | Michel Franco                | Mexiko                                                |
|              | Western                                | Valeska Grisebach            | Tyskland, Österrike, Bulgarien                        |
|              | Посоки Posoki                          | Stephan Komandarev           | Bulgarien, Tyskland                                   |
|              | Vychladnutie                           | György Kristóf               | Slovakien, Förenta staterna                           |
|              | 散歩する侵略者 Sanpo suru shinryakusha | Kiyoshi Kurosawa             | Japan                                                 |
|              | 路過未來 Lùguò wèilái                  | Li Ruijun                    | Kina                                                  |
|              | La cordillera                          | Santiago Mitre               | Argentina, Frankrike, Spanien                         |
|              | En Attendant les hirondelles           | Karim Moussaoui              | Frankrike                                             |
|              | لِرد Lerd                               | Mohammad Rasoulof            | Iran                                                  |
|              | Jeune Femme                            | Léonor Séraille              | Frankrike, Belgien                                    |
|              | Wind River                             | Taylor Sheridan              | Förenta staterna, Storbritannien, Kanada              |
|              | Après la guerre                        | Annarita Zambrano            | Frankrike                                             |

### Utom tävlan
| Svensk titel | Ursprungstitel                       | Regissör              | Produktionsland                  |
| ------------ | ------------------------------------ | --------------------- | -------------------------------- |
|              | 無限の住人 Mugen no jūnin            | Takashi Miike         | Japan                            |
|              | How to talk to girls at parties      | John Cameron Mitchell | Storbritannien, Förenta staterna |
|              | Les fantômes d'Ismaël (öppningsfilm) | Arnaud Desplechin     | Frankrike                        |
|              | Visages, villages                    | Agnès Varda, JR       | Frankrike                        |
|              | D'après une histoire vraie           | Roman Polański        | Frankrike, Belgien               |

Midnattsvisningar
| Svensk titel | Ursprungstitel       | Regissör               | Produktionsland           |
| ------------ | -------------------- | ---------------------- | ------------------------- |
|              | A prayer before dawn | Jean-Stéphane Sauvaire | Frankrike, Storbritannien |
|              | 불한당 Bulhandang    | Byun Sung-hyun         | Sydkorea                  |
|              | 악녀 Agnyeo          | Jung Byung-gil         | Sydkorea                  |

Specialvisningar
| Svensk titel | Ursprungstitel                      | Regissör                      | Produktionsland                  |
| ------------ | ----------------------------------- | ----------------------------- | -------------------------------- |
|              | An inconvenient sequel              | Bonni Cohen, Jon Shenk        | Frankrike                        |
|              | 12 Jours                            | Raymond Depardon              | Frankrike                        |
|              | They                                | Anahita Ghazvinizadeh         | Förenta staterna, Danmark, Qatar |
|              | 클레어의 카메라 La Caméra de Claire | Hong Sang-soo                 | Sydkorea, Frankrike              |
|              | Promised land                       | Eugene Jarecki                | Förenta staterna                 |
|              | Napalm                              | Claude Lanzmann               | Frankrike                        |
|              | Demons in Paradise                  | Jude Ratnam                   | Frankrike, Sri Lanka             |
|              | Sea sorrow                          | Vanessa Redgrave              | Storbritannien                   |
|              | Le Vénérable W.                     | Barbet Schroeder              | Frankrike, Schweiz               |
|              | Carré 35                            | Éric Caravaca                 | Frankrike, Tyskland              |
|              | Zombillénium                        | Arthur de Pins, Alexis Ducord | Frankrike, Belgien               |

Virtual reality
| Svensk titel | Ursprungstitel | Regissör                    | Produktionsland  |
| ------------ | -------------- | --------------------------- | ---------------- |
|              | Carne y arena  | Alejandro González Iñárritu | Förenta staterna |

Visningar i samband med festivalens 70-årsfirande
| Svensk titel | Ursprungstitel                        | Regissör                    | Produkrionsland                                           |
| ------------ | ------------------------------------- | --------------------------- | --------------------------------------------------------- |
|              | Top of the Lake: China Girl (avsnitt) | Jane Campion, Ariel Kleiman | Storbritannien, Australien, Nya Zeeland, Förenta staterna |
|              | 24 frames                             | Abbas Kiarostami            | Iran                                                      |
|              | Twin Peaks (2 avsnitt)                | David Lynch                 | Förenta staterna                                          |
|              | Come swim                             | Kristen Stewart             | Förenta staterna                                          |

### Kortfilmer
| Titel                      | Regissör              | Produktionsland                   |
| -------------------------- | --------------------- | --------------------------------- |
| Katto                      | Teppo Airaksinen      | Finland                           |
| Pepe le morse              | Lucrèce Andreae       | Frankrike                         |
| A drowning man             | Mahdi Fleifel         | Storbritannien, Danmark, Grekland |
| وقت ناهار                  | Alireza Ghasemi       | Iran                              |
| Across my land             | Fiona Godivier        | Förenta staterna                  |
| Koniec widzenia            | Grzegorz Mołda        | Polen                             |
| 小城二月 Xiao cheng er yue | Qiu Yang              | Kina                              |
| Damiana                    | Andrés Ramírez Pulido | Colombia                          |
| Push it                    | Julia Thelin          | Sverige                           |

### Cinéfondation
| Titel                                         | Regissör              | Skola                                                 |
| --------------------------------------------- | --------------------- | ----------------------------------------------------- |
| בן ממשיך                                      | Yuval Aharoni         | Steve Tisch school of film & television - TAU, Israel |
| Heyvan حیوان                                  | Bahman Ark            | Irans nationella filmskola, Iran                      |
| Atlantída                                     | Michal Blaško         | FTF VŠMU, Slovakien                                   |
| Lejla                                         | Stijn Bouma           | Filmakademin i Sarajevo, Bosnien och Hercegovina      |
| Vazio do Lado de Fora                         | Eduardo Brandão Pinto | UFF, Brasilien                                        |
| 溶ける                                        | Aya Igashi            | Toho Gakuen, Japan                                    |
| Afternoon clouds                              | Payal Kapadia         | FTII, Indien                                          |
| À perdre haleine                              | Léa Krawczyk          | La Poudrière, Frankrike                               |
| Give up the ghost                             | Marian Mathias        | NYU Tisch school of the arts, Förenta staterna        |
| Paul est là                                   | Valentina Maurel      | INSAS, Belgien                                        |
| Camouflage                                    | Imge Özbilge          | KASK, Belgien                                         |
| Pequeño manifiesto en contra del cine solemne | Roberto Porta         | Universidad del Cine, Argentina                       |
| Wild horses                                   | Rory Stewart          | NFTS, Storbritannien                                  |
| Láthatatlan                                   | Áron Szentpéteri      | Teater- och filmakademin i Budapest, Ungern           |
| Deux Égarés sont morts                        | Tommaso Usberti       | La Fémis, Frankrike                                   |
| 迎向邊疆公路 Yin shian bien jian gon lu       | Wang Yi-ling          | NTUA, Taiwan                                          |

## Jury

### Huvudtävlan

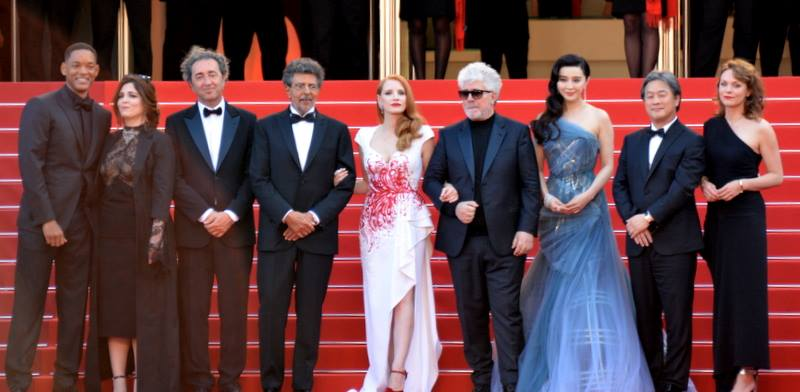
Tävlingsjuryn från vänster till höger: Will Smith, Agnès Jaoui, Paolo Sorrentino, Gabriel Yared, Jessica Chastain, Pedro Almodóvar, Fan Bingbing, Park Chan-wook och Maren Ade

- Pedro Almodóvar, spansk filmregissör och manusförfattare, juryordförande
- Jessica Chastain, amerikansk skådespelerska och producent
- Will Smith, amerikansk skådespelare
- Fan Bingbing, kinesisk skådespelerska
- Paolo Sorrentino, italiensk filmregissör
- Maren Ade, tysk filmregissör
- Agnès Jaoui, fransk skådespelerska och regissör
- Park Chan-wook, sydkoreansk filmregissör
- Gabriel Yared, fransk-libanesisk tonsättare

### Un certain regard
- Uma Thurman, amerikansk skådespelerska, juryordförande
- Reda Kateb, algerisk-fransk skådespelare
- Mohamed Diab, egyptisk filmregissör
- Joachim Lafosse, belgisk filmregissör
- Karel Och, tjeckisk konstnärlig ledare för filmfestivalen i Karlovy Vary

### Cinéfondation och kortfilmer
- Cristian Mungiu, rumänsk filmregissör, juryordförande
- Barry Jenkins, amerikansk filmregissör
- Clotilde Hesme, fransk skådespelerska
- Eric Khoo, singaporiansk filmregissör
- Athina Rachel Tsangari, grekisk filmregissör

## Priser
Huvudtävlan
- Guldpalmen – The square av Ruben Östlund
- Festivalens stora pris – 120 slag i minuten av Robin Campillo
- Jurypriset – Saknaden av Andrej Zvjagintsev
- Bästa regi – Sofia Coppola för De bedragna
- Bästa manuskript
  - Giorgos Lanthimos och Efthymis Filippou för The killing of a sacred deer
  - Lynne Ramsay för You were never really here
- Bästa kvinnliga skådespelare – Diane Kruger för Utan nåd
- Bästa manliga skådespelare  – Joaquin Phoenix för You were never really here
- 70-årsjubileumspriset – Nicole Kidman
- Vulcanuspriset för tekniska insatser – Josefin Åsberg för produktionsdesignen i The square

Un certain regard
- Un certain regard-priset – Lerd av Mohammad Rasoulof
- Jurypriset – La hijas de abril av Michel Franco
- Bästa regi – Taylor Sheridan för Wind river
- Bästa skådespelarinsats – Jasmine Trinca för Fortunata
- Filmpoesipriset - Barbara av Mathieu Amalric

Cinéfondation
- Förstapriset – Paul est là av Valentina Maurel
- Andrapriset – Heyvan av Bahman Ark
- Tredjepriset – Deux Égarés sont morts av Tommaso Usberti